# Основа (словообразование)
Осно́ва (в словообразовании; также мотивирующая основа, производящая основа, словообразовательная основа, образующая основа, деривационная основа, базовая основа) — одна из двух составляющих структуры мотивированного (производного) слова наряду со словообразовательным формантом. Представляет собой часть мотивированного слова, общую с основой мотивирующего (производящего) слова (с учётом морфонологических преобразований — чередований, наращений, усечений). Например, в паре лес → лес-ок мотивирующей основой, совпадающей с мотивирующим словом, является лес, а формантом — суффикс -ок; в паре вод-а → вод’-ица мотивирующей основой является вод’ (с чередованием д — д’), а формантом — суффикс -иц; в паре книг-а → книж-ица мотивирующей основой является книж (с чередованием г — ж), а формантом — суффикс -иц. Для некоторых способов словообразования (словосложение, сращение, аббревиация) возможны две и более мотивирующих основы, например, слово земледелец образовано от основ земл’- и -дел’-, а слово мореплаватель образовано от основ мор- и -плава-.
В качестве мотивирующей (производящей) основы может выступать не только начальная форма мотивирующего слова, но и, например, для имён форма косвенного падежа: основа формы родительного падежа множественного числа имени существительного (веток → веточ-ка, полок → полоч-ка), имени прилагательного от отвлечённого имени существительного (тренировок → тренировоч-ный, сварок → свароч-ный).
Образование мотивированного слова при помощи основы характерно для суффиксального, суффиксально-префиксального, суффиксально-постфиксального и других подобных способов словообразования. При префиксальном, постфиксальном, префиксально-постфиксальном способах словообразования в качестве первой части мотивированного слова выступает целое мотивирующее слово: мотивированное слово пере-читать образуется от мотивирующего слова читать, мотивированное слово раз-нервничать-ся образуется от мотивирующего слова нервничать.
В ряде исследований по словообразованию вводится понятие производящая база, более широкое, чем основа, которая включает в себя как основы, так и слова, словосочетания (сгущёнка, зачётка) и предложения (всезнайка).
Мотивирующая (производящая) основа может как производной, так и непроизводной. Так, например, непроизводной основой является основа в слове учи-тель. А в слове учитель-ский производящая основа учитель- является производной, поскольку образована от мотивирующей основы слова учи-ть и аффикса -тель. Данный аффикс в составе производящей основы учитель- не играет словообразовательной роли для слова учительский, так как это слово образовано при помощи аффикса -ск.
Многозначное слово может иметь по-разному вычленяемые основы. Например, в слове сердечник (в значении «центральная часть чего-либо» — «сердечник трансформатора») мотивирующим словом является сердце. Мотивирующей основой при этом будет сердец-: сердеч-ник. В слове сердечник (в значении «врач, специалист по заболеваниям сердца» или «человек, страдающий сердечными заболеваниями») мотивирующим словом является сердечный. Мотивирующей основой в этом случае является сердечн-: сердечн-ик.